# Rund um Berlin 1985
Rund um Berlin 1985 war die 79. Austragung des ältesten deutschen Eintagesrennens Rund um Berlin. Es fand am 6. Oktober über 197 Kilometer statt. Sieger wurde Frank Karraß.

## Rennverlauf
Der Start war an der Dynamo-Sporthalle in Berlin-Hohenschönhausen, das Ziel war die Radrennbahn Weißensee. 100 Radrennfahrer aus den Sportclubs der DDR sowie aus Betriebssportgemeinschaften bestritten das Rennen, dazu kam die Nationalmannschaft aus Rumänien.
Bereits nach 50 Kilometern bildete sich eine Spitzengruppe von acht Fahrern, die ihren Vorsprung zwischenzeitlich auf fast fünf Minuten ausbauen konnte. Bis ins Ziel konnten fünf Fahrer dieser Gruppe einen knappen Vorsprung retten. Frank Karraß gewann auf der Radrennbahn den Sprint der Gruppe knapp.

## Ergebnisse
|     | Fahrer          | Verein                     | Zeit (h)       |
| --- | --------------- | -------------------------- | -------------- |
| 01. | Frank Karraß    | SC Cottbus                 | 4:40:56 h      |
| 02. | Roland Hennig   | SC Cottbus                 | gl. Zeit       |
| 03. | Hans Matern     | SC Dynamo Berlin           | gl. Zeit       |
| 04. | Peter Scheibner | SC Karl-Marx-Stadt         | gl. Zeit       |
| 05. | Ronald Hempel   | BSG Aufbau Centrum Leipzig | + 0:10 Minuten |
| 06. | Olaf Merkel     | SC DHfK Leipzig            | + 1:28 Minuten |
| 0 … |                 |                            |                |